# Королівський коледж (Джорджтаун)
Королівський коледж (англ. Queen's College, QC) — державна середня школа в Джорджтауні (Гаяна).

## Історія
1844 року єпископ Вільям Пірсі Остін заснував англіканську гімназію для хлопчиків, спрямовану на навчання колоніальної еліти. Спочатку школа перебувала в приміщенні, де нині розташований Верховний суд, а до 1854 року переїхала на вулицю Мейн і Куаміна Від 1854 до 1918 року Королівський коледж розташовувався на теперішньому місці середньої школи Бішопа. Звідти він переїхав на Брікдам і Вліссінген-роуд, де перебував до 1951 року, коли він переїхав на нинішнє місце. Під час останнього переїзду значно розширено класні кімнати та приміщення, однак 1997 року коледж постраждав унаслідок підпалу.
1876 року законопроєкт про обов'язкову конфесійну освіту секуляризував освіту, і заклад став Королівським коледжем Британської Гвіани, національним навчальним закладом, фінансованим урядом. Від 1975 року став закладом спільного навчання.
1880 року відкрито бібліотеку. Від 1881 року школа випускала різноманітні студентські газети, такі як Our College Gazette, QC Gazette, Queen's Chronicle, 1950 року — газету QC Lictor. Приблизно від 1912 до 1974-76 років школа щорічно випускала журнал The Queen's College Magazine.

## Досягнення
Школа тричі отримувала нагороду Денніса Ірвайна (Dennis Irvine Award) за академічні досягнення в Карибському басейні та 6 разів премію Карибського сертифікату про середню освіту.

## Традиційна організація
Школа має систему домів з 10 домів, названих на честь відомих людей в історії Гаяни; Вільям Екслі Персіваль, Волтер Релі, Бішоп Остін, Бенджамін Д'Урбан, Едвард Олівер Пілґрім, Фредерік Томас Вестон, Едвін Моулдер, Чарлз Кемпбелл Вуллі, Джон Генрі Дакрс Каннінгем і капітан Говард Ноббс. Брати і сестри здебільшого потрапляють до одного дому. Це також може стосуватися інших родичів і дітей попередніх учнів.

## Відомі випускники
- Майкл Аббенсеттс, драматург
- Норман Бітон[en], актор
- Е. Р. Брейтуєйт, прозаїк
- Форбс Бернем, колишній президент
- Джон Картер[en], політик, юрист і дипломат
- Мартін Картер, поет
- Гай Е. Л. де Вівер[en], автор «Дитячої історії Гаяни».
- Філ Едвардс[en], спортсмен, лікар
- Томмі Ейтл[en], актор і каліпсо[en]-музикант
- Рона Фокс[en], акторка
- Девід Грейнджер, колишній президент
- Роджер Гарпер[en], колишній вест-індійський крикетист
- Вілсон Гарріс, романіст
- Семюел Гайндс, прем'єр-міністр
- Доктор Чедді Джаган, колишній президент
- Джек Лондон[en], спортсмен
- Сер Лайонел Лакху[en], адвокат
- Тревор Філліпс[en], британський політик
- Роберт Сиріл Гладстон Поттер[en], педагог і композитор «Дорогої землі Гаяни, річок і рівнин»
- Волтер Родні, історик, політик
- Артур Дж. Сеймур, літературний критик, поет, біограф